# Connie Hansen
Connie Anée Lyng Hansen (Slangerup, 29 maggio 1964) è un'ex atleta paralimpica danese. Ha vinto 14 medaglie paralimpiche in tre differenti edizioni dei Giochi dal 1984 al 1992. Grazie ai suoi successi ha ottenuto numerosi riconoscimenti in patria e nel 2008 è stata inserita nella Paralympic Hall of Fame.

## Palmarès
| Anno | Manifestazione     | Sede                       | Evento                      | Risultato | Prestazione | Note |
| ---- | ------------------ | -------------------------- | --------------------------- | --------- | ----------- | ---- |
| 1984 | Giochi paralimpici | Stoke Mandeville/ New York | 200 metri 4 femminili       | Argento   |             |      |
| 1984 | Giochi paralimpici | Stoke Mandeville/ New York | 1500 metri 4 femminili      | Argento   |             |      |
| 1984 | Giochi paralimpici | Stoke Mandeville/ New York | 5000 metri 4 femminili      | Argento   |             |      |
| 1984 | Giochi paralimpici | Stoke Mandeville/ New York | 400 metri 4 femminili       | Bronzo    |             |      |
| 1988 | Giochi paralimpici | Seul                       | 400 metri 4 femminili       | Oro       |             |      |
| 1988 | Giochi paralimpici | Seul                       | 800 metri 4 femminili       | Oro       |             |      |
| 1988 | Giochi paralimpici | Seul                       | 1500 metri 4 femminili      | Oro       |             |      |
| 1988 | Giochi paralimpici | Seul                       | 5000 metri 4 femminili      | Oro       |             |      |
| 1988 | Giochi paralimpici | Seul                       | Maratona 4 femminile        | Oro       |             |      |
| 1992 | Giochi paralimpici | Barcellona                 | 800 metri TW4 femminili     | Oro       |             |      |
| 1992 | Giochi paralimpici | Barcellona                 | 1500 metri TW3-4 femminili  | Oro       |             |      |
| 1992 | Giochi paralimpici | Barcellona                 | 10000 metri TW3-4 femminili | Oro       |             |      |
| 1992 | Giochi paralimpici | Barcellona                 | Maratona TW3-4 femminili    | Oro       |             |      |
| 1992 | Giochi paralimpici | Barcellona                 | 400 metri TW4 femminile     | Argento   |             |      |